# Програм Аполо
Програм Аполо или Пројекат Аполо био је пројекат САД који је осмишљен у Националној аеронаутичкој и свемирској агенцији (НАСА)  који је требало да омогући људима слетање на Месец и да се сигурно врате на Земљу обавивши при томе разне научне задатке и истраживања. Био је то програм који је укључивао велик број мисија без посаде са пробним задацима и 11 мисија с људском посадом и са конкретним задацима. Од тих 11 мисија са посадом две од њих (Аполо 7 и 9) су обавиле задатак провере свемирског брода и опреме у орбити око Земље, Аполо 8 је први извршио лет с посадом око Месеца (без уласка у орбиту), Аполо 10 је провео испитивање лунарног модула у орбити око Месеца, док је преосталих шест мисија успешно слетело на Месец, те вратило посаду на Земљу. Лет Апола 13 који је требало да се спусти на Месец због експлозије сервисног модула готово је завршио хаваријом, али се посада ипак успешно вратила на Земљу. Шест мисија Апола остварило је циљ и основну сврху пројекта. Оне су извршиле разне површинске експерименте на месечевој површини који су укључивали механику тла, сеизмичка испитивања, испитивања површинске температуре, магнетског поља и соларних ветрова.
Аполо 7, који је тестирао Командни модул и Аполо 9, који је тестирао командни и месечев модул, биле су мисије које су обављале задатке орбитирања око Земље. Аполо 8 и Аполо 10 тестирали су различите компоненте летелице док су орбитирали око Месеца, и снимили су фотографије месечеве површине. Аполо 13 није успео да слетети на месечеву површину због проблема на уређајима, али је током кратке орбите око Месеца снимио много интересантних фотографија месечеве површине. Остале мисије Аполо с људском посадом обавиле су оно по чему је Аполо и постао симбол и синоним првог истинског људског корака у свемир.
Финансирање Аполо програма САД износило је преко 19 милијарди долара, што је било 34% буџета америчке НАСА-е.

## Почеци
Амерички председник, Двајт Д. Ајзенхауер, био је идејни зачетник идеје о Аполо програму који је требало да буде наставак пројекта летова у земаљску орбиту. Међутим, 1961, доласком на власт америчког председника Џона Кенедија Аполо програм је преоријентисан према осмишљавању свемирске летелице са људском посадом која има задатак слетања на Месец. Ту своју замисао Џон Кенеди објавио је 25. маја 1961. године у своме обраћању америчком Конгресу:
Верујем да се ова нација самој себи треба обавезати да постигне циљ којим би пре краја ове деценије довела човека на Месец и вратила га сигурно назад на Земљу. Ни један пројекат у свемиру у овом раздобљу неће бити тако импресиван за човечанство и важнији у дугорочном истраживању свемира; и ниједан неће бити тако тежак и скуп за остварење— Конгрес Сједињених Америчких Држава, 25. мај 1961.
Посматрајући одлуку америчког председника у контексту времена, Аполо програм је био великим делом мотивисан и геополитичким разлозима, а све у светлу Хладног рата и трке у освајању свемира вођеном између Совјетског Савеза и Сједињених Држава.

## Од идеје до реализације
Након што је био познат циљ целокупног пројекта научници у НАСА-и су добили задатак да идеју преточе у практично решење. То није био нимало лак задатак, јер један од услова је био одвести човека на Месец и вратити га назад без ризика по његов живот, што је био врло захтеван задатак за тадашњу свемирску технологију.
Размотрена су четири могућа плана:
- „Директно успињање“: Овим планом је било предвиђано упућивање свемирског брода непосредно према Месецу на који би пристао и вратио се истим погоном. Овај план је је захтевао знатно јачу ракету него иједну произведену у то време.
- „Сусрет у Земљиној орбити“: Овај план захтевао је лансирање две ракете Сатурн V од којих би једна носила летелицу за Месец, а једна гориво. Летелица за Месец би у орбити била напуњена горивом, па би била упућена на Месец и вратила би се назад.

- „Сусрет на месечевој површини“: Овај план је захтевао слање на Месец два свемирска брода. Један брод би носио моторе покретаче како би пристао на Месец. Исти би био праћен од командног брода па би на месечевој површини покретачи били пребачени на командни модул којим би се астронаути онда вратили на Земљу.

- „Сусрет у месечевој орбити“: Овај план, који је био усвојен 1962; приписује се Џону Хоуболту, користио је технику сусрета у месечевој орбити. Према томе плану свемирска летелица би била модуларна, сачињена од командног модула, сервисног модула и месечевог модула. Сервисни модул би имао системе за одржавање живота за посаду која се треба састојати од три астронаута. Кружење око Месеца и слетање на површину требало је према плану трајати пет дана, а месечев модул би се са два астронаута, са сврхом слетања на Месец, требало да одвоји од остатка летелице, па након обављеног задатка вратити назад у орбиту где би се поновно спојио са остатком летелице. У поређењу са другим плановима само би мали део свемирског брода требало да слети на Месец па би се тиме на минимум смањила тежина за повратни лет са Месеца, а тиме и снага мотора и количина горива на том делу летелице. На месечевом модулу би после тога постојао део који би након завршетка мисије био лансиран назад у орбиту те би се спојио са остатком летелице.

Целокупна мисије била би изведена са једном ракетом Сатурн V. Једина мана коју су истицали критичари плана је била у опасностима које су произлазиле из релативно много спајања и одвајања делова летелице.

## Летелица
Аполо је био троделни свемирски брод који се састојао од:
- Командног модула чија је сврха била управљање свемирском летелицом.
- Сервисног модула који је служио за погон летелице и као логистичка подршка целокупној летелици и астронаутима.
- Месечевог модула који је служио да двојицу астронаута пренесе на месечеву површину те да их врати у месечеву орбиту.

## Мисије Аполо без људске посаде
Пре стварног почетка Аполо пројекта извршено је много тестирања погонских ракета и лансирних рампи, што је био предуслов да се уђе у реализацију самог пројекта. Стварним временом почетка реализације пројекта могла би се сматрати 1966. година када су почела тестирања погонских ракета које ће касније Аполо одвести у свемир као и тестирања саставних компоненти саме свемирске летелице.
- АС–201 – задатак је био тестирање ракете Сатурн IV. Лансирање је извршено 26. фебруара 1966.
- АС–203 – задатак је био истраживање утицаја бестежинског стања на танкове са горивом ракете Сатурн IV. Лансирање је извршено 5. јула 1966.
- АС–202 – Суборбитални пробни лет командног и сервисног модула. Лансирање је извршено 25. августа 1966.
- Аполо 4 – задатак је био тестирање потисника за ракету Сатурн V. Лансирање је извршено 9. новембра 1967.
- Аполо 5 – задатак је био тестирање потисника за ракету Сатурн IV и потисника за месечев модул. Лансирање је извршено 22. јануара 1968.
- Аполо 6 – задатак је било тестирање потисника за ракету Сатурн V. Лансирање је извршено 4. априла 1968.

## Мисије Аполо са људском посадом

### Аполо 7
Посада: Волтер Шира (командант), Дон Ајзли и Волт Канингем.
Свемирска летелица Аполо 7 лансирана је успешно из Свемирског центра Џон Ф. Кенеди, поред Кејп Канаверала на Флориди, 11. октобра 1968. Летелица је постављена у орбиту од 227,8 x 283,4 km (или 123 x 153 наутичке миље).
Примарни циљ Апола 7 било је тестирање погонских мотора, командног и сервисног модула као и тестирање посаде приликом ручног управљања летелицом. Након 11 дана лета, командни модул је прошао бројне тестове, а сви системи на летелици функционисали су онако како је било предвиђено. Погонски систем командног модула који ће имати задатак избацивања командног модула у месечеву орбиту који је и функционисао према плану.
Мисија је обишла Земљу 163 пута и из орбите послала прве живе телевизијске снимке из свемира које су могли посматрати милиони људи широм света. Летелица је нормално изишла из орбите, ушла у земљину атмосферу и спустила се у Атлантски океан у близини Бермудског архипелага са само 2 km одступања од места где је било предвиђено место спуштања.

### Аполо 8
Посада: Френк Борман (командант), Џејмс А. Лавел и Вилијам А. Андерс
Аполо 8 је био други лет са људском посадом у пројекту и први лет са људском посадом који је имао задатак да уђе у месечеву орбиту. Летелица је успешно лансирана 21. децембра 1968. из Свемирског центра Џон Ф. Кенеди.
Приликом лансирања први пута је коришћена ракета Сатурн V која ће касније бити окосница главнине летова. Задатак ове мисије био је постићи оперативно искуство посаде у управљању летелицом, тестирати системе командног модула, тестирати комуникационе системе и тестирати системе за одржавање живота у условима у орбитирања око Месеца. Посада је фотографисала месечеву површину и то са ближе и даље стране Месеца, тако добијајући топографске податке и друге научно важне информације о Месецу важне за будуће Аполо мисије. Приликом ове мисије астронаути Френк Борман, Вилијам Андерс и Џим Лавел били су први људи који су видели Месец са даље, Земљи невидљиве стране.
Летелица је тежила од 28.817 килограма што је била тежина командног и сервисног модула, укључујући потисника и потрошна средства на летелици. Летелица и посада успешно су слетели на Земљу након нешто више од шест дана лета.

### Аполо 9
Посада: Џејмс Мекдивит (командант), Дејвид Скот и Расел Швајкарт.
Летелица Аполо 9 лансирана је из Свемирског центра Џон Ф. Кенеди 3. марта 1969. Ово је био први лет у свемир месечевог модула са посадом са задатком оспособљавања месечевог модула (званог Паук) за операције на Месецу. Приликом лета у Земљиној орбити који је трајао десет дана месечев модул био је од остатка летелице одвојен приближно 70 сати при чему је тестирано раздвајање од командног модула, самостални лет месечевог модула и пристајање уз командни модул. Као резултат неповољног времена у планираном подручју за слетање, Аполо 9 је раније завршио орбитирање и успешно се вратио на Земљу.

### Аполо 10
Посада: Томас П. Стафорд (командант), Џон В. Јанг и Џин Сернан.
Ова Аполо мисија била је друга мисија којој је задатак био упутити се у орбиту око Месец а са целокупном летелицом која се овај пут састојала од свих саставних делова: командног модула, сервисног модула (којег су звали Чарли Браун) и месечевог модула (којег су звали Снупи). Летелица Аполо 10 лансирана је успешно из Свемирског центра Џон Ф. Кенеди 18. мај 1969.
Примарни задаци ове мисије били су оспособљавање и тестирање посаде, уређаја и летелице за пружање подршке летелици и посади која ће у следећој мисији извршити задатак слетања на Месец, као и тестирање самог месечевог модула у условима месечеве орбите и околине. Може се рећи да је ова мисија била генерална проба за стварно слетање на Месец у мисији Аполо 11.
22. мај 1969. Томас Стафорд и Џин Ендру Сернан ушли су у месечев модул те активирали потисника како би га одвојили од командног модула што је успешно учињено па се месечев модул нашао у месечевој орбити што је омогућило да се приближе Месецу на до тада најближу тачку од 8,9 km изнад површине. Сви системи на месечевог модула током самосталног лета били тестирани укључујући комуникационе уређаје, погон, контролне уређаје и радар.
Месечев и командни модул спојили су се 23. мај након 8 сати раздвојености и 31 орбите око Месеца. Сви системи на летелици функционисали су добро изузев система за аутоматско навођење месечевог модула. При повратку на Земљу, посада Апола 10 је поставио Гинисов рекорд у брзини кретања – 39,897 km/h.
Посада је током лета начинила детаљне фотографије те упутила директне телевизијске снимке месечеве површине које су виђене широм света. Командни модул из ове мисије налази се у Музеју науке у Лондону.

### Аполо 11
Посада: Нил Армстронг (командант), Мајкл Колинс и Баз Олдрин.
Летелица Аполо 11 лансирана је успешно из Свемирског центра Џон Ф. Кенеди 16. јула 1969. Ова мисија је била најславнија мисија Аполо пројекта која је прва имала задатак слетети на површину Месеца, након извршеног задатка узлетети и сигурно вратити људску посаду назад на Земљу.
Летелица је након 76 сати од лансирања ушла у Месечеву орбиту. Након одмора Нил Армстронг и Баз Олдрин ушли су у месечев модул како би га припремили за пут према и слетање на месечеву површину. Након припрема месечев модул са два астронаута одвојио се од командног и сервисног модула те кренуо према Месецу. Месечев модул слетео је на површину Месеца, на подручје Мора мира, 20. јули 1969. у 20:17 УТЦ. Слетевши, астронаути су појели свој први оброк на Месецу и одлучили започети операције на површини пре него је то планирано. Током искрцавања на површину 21. јула у 2:56 УТЦ месечев модул је са површине Месеца слао живу телевизијску снимку.
Нил Армстронг је у тим историјским тренуцима изговорио реченицу: „Ово је мали корак за човека, али џиновски скок за човечанство“. Баз Олдрин се недуго након тога такође појавио те пешице прешао преко Месечеве површине. Том је приликом скупљено преко 23 килограма материјала са површине Месеца које је касније било предмет анализа на Земљи. Након завршеног задатка посада је у 17,54 УТЦ ушла у месечев модул те се успешно одвојила од површине Месеца.
Након успешног успона и уласка у месечеву орбиту месечев модул је пристао уз командни и сервисни модул те је целокупна летелица усмерена ка Земљи. Дана 24. јула летелица је успешно слетела на Земљу на атол Џонстон у близини Хаваја где их је покупио амерички ратни брод. Овим успехом Апола 11 циљ који је био зацртан пројектом Аполо био је постигнут. Целокупне Сједињене Америчке Државе посаду Апола 11 дочекале су као хероје.

### Аполо 12
Посада: Пит Конрад (командант), Ричард Ф. Гордон и Алан Бин.
Аполо 12 је имао задатак да се посвети научном истраживању Месец а скупљајући узорке унутар пола километра од места слетања месечевог модула. Летелица Аполо 12 лансирана је успешно из Свемирског центра Џон Ф. Кенеди 14. новембар 1969. Након што је летелица ушла у месечеву орбиту астронаути Пете Цонрад и Алан Беан ушли су у месечев модул који се убрзо одвојио од командног модула у којем је остао Ричард Ф. Гордон.
Дана 19. новембар 1969. Месечев модул слетео је око 120 km (75 mi) југоисточно од кратера Лансберг. Током 02:00 шетњи по Месецу које су укупно трајале 7 сати и 45 минута астронаути су скупљали узорке са мјесечева тла као и геолошки важне узорке добијене бушењем тла. Астронаути су такође у алуминијумску фолију ухватили узорке соларног ветра, те снимили много фотографија месечеве површине.
Након лета назад летелица је успешно слетела на Земљу дана 24. новембар 1969. у 20,58 УТЦ.

### Аполо 13
Посада: Џејмс А. Лавел (командант), Џон Л. Свајгерт и Фред В. Хејз.
Аполо 13 је била прва мисија на којој су се појавили одређени проблеми који су, на срећу по астронауте, успешно преброђена, но мисија није испунила задани задатак. Летелица Аполо 13 лансирана је успешно из Свемирског центра Џон Ф. Кенеди 11. април 1970. Требало је да буде упућена са Земље према месечевој регији Фра Мауро.
Током првих 46 сати лета летелица је била у добром стању. Међутим, девет сати касније резервоар са кисеоником на сервисном модулу је експлодирао што је прекинуло доток ваздуха, електричне енергије, светла и воде у летелицу, све то на удаљености од 321.869 km од Земље. Командант Џим Лавел приметио је истицање гасова у свемир, а у летелици се почело тешко дисати, па је заповеђено промена плана и окретање летелице према Земљи. Како је систем за навигацију такође био у квару посада се морала оријентисати према Сунцу, а уједно се морала бринути како би очувала залихе кисеоника и хране за пут према назад. Унутрашњост летелице се охладила па се посада повукла у месечев модул, те је читава композиција након окрета око Месеца убрзана деловањем Месечеве гравитације кренула натраг према Земљи, те су при уласку у земљину атмосферу одбачени сервисни и месечев модул. Пре тога се посада вратила у командни модул који је једини био предвиђен за повратак на земљу.
Након свих насталих проблема овако осакаћена летелица је ипак успела да превали пут па се посада успешно дана 17. април 1970. у 18:07 УТЦ спустила у Тихи океан скоро четири дана након експлозије.

### Аполо 14
Посада: Алан Шепард (командант), Стјуарт Руса и Едгар Мичел.
Летелица Аполо 14 лансирана је успешно из Свемирског центра Џон Ф. Кенеди 31. јануар 1971. Планирано место за слетање на површину Месеца била је регија Фра Мауро која је била предвиђена за слетање и у претходној мисији Апола. Та месечева регија одабрана је јер су на њој највидљивија разна геолошка обликовања месечеве површине позната као Фра Мауро формације. Само место слетања било је врло близу оног места које је било предвиђено за слетање Апола 13.
Летелица је на површину Месеца слетела 5. фебруар 1971. У месечевом модулу су били командант Алан Шепард и астронаут Едгар Мичел који су на Месецу извршили разне површинске експерименте што им је било олакшано увођењем транспортера опреме који је био новост у односу на мисију Аполо 13. Астронаути су на Месецу провели укупно 9 сати и 21 минут. Занимљивост је да нетом након што је завршио своју месечеву шетњу, командант Алан Шепард био прва особа која је на месечевој површини ударила лоптицу за голф.
Након успешног успињања у месечеву орбиту месечев модул се спојио са командним модулом. Летелица је усмерена ка Земљи те се на њу успешно спустила 9. фебруар 1971.

### Аполо 15
Посада: Дејвид Скот (командант), Алфред Ворден и Џејмс Ирвин.
Летелица Аполо 15 лансирана је успешно из Свемирског центра Џон Ф. Кенеди 26. јула 1971. Аполо 15 је био мисија која је прва имала могућност да на Месецу врши разна испитивања у дужем временском периоду због своје побољшане и напредније опреме и инструмената, али и због количине опреме која је понесена на Месец. У функцију је први пута стављено 40.000.000 $ вредно возило за кретање по Месецу које је могло достићи брзину од 16 km/h на површини Месеца. Аполо 15 је била прва у низу од три напредније мисије које су планиране у програму Аполо.
Месечев модул Апола 15 је на Месец слетео 30. јулa 1971. Примарни научни циљеви ове мисије били су посматрање месечеве површине, узимање узорака са површине и њихов преглед као и посматрање површинских облика на унапред одабраном подручју Хеди-Апенинске регије. Посада је обавила три шетње по Месец у укупног трајања 18 сати и 33 минута. Први пут је током узлетања месечевог модула са површине Месеца послата директан телевизијски снимак узлетања те је снимљена шетња коју је Џејмс Ирвин обавио у свемирском простору. Летелица се успешно спустила на Земљу 7. августа 1971. у близини Хаваја.

### Аполо 16
Посада: Џон В. Јанг (командант), Томас К. Матингли и Чарлс Дјук Млађи.
| - Месечево возило Проблеми код гледања ове датотеке? Види помоћ |

Летелица Аполо 16 лансирана је успешно из Свемирског центра Џон Ф. Кенеди 16. април 1972. Посада је успешно летелицу довела на Месец те је током боравка на њему обавила пуно занимљивих експеримената и узела много узорака тла. Нарочито су били занимљиви узорци тла са руба 01:00 кратера који је настао ударом метеора.
На месечевој површини су Џон В. Јанг и Чарлс Дјук обавили три шетње у укупном трајању од 20 сати и 17 минута. Свеукупно њих двојица су на Месец у провели 71 сат. Након обављеног задатка месечев модул успешно се одвојио од месечеве површине и спојио са командним модулом. Кад се летелица нашла у орбити око месеца посада је открила квар на мотору командног модула. Стога је командни модул отпуштен, а наставак пута је прошао без њега. Летелица је на Земљу успешно слетела 27. април 1972. у близини Ускршњег острва у Тихом Океану.

### Аполо 17
Посада: Џин Сернан (командант), Роналд Е. Еванс и Харисон Шмит.
| - Посада Апола 17 у шетњи Месецом Проблеми код гледања ове датотеке? Види помоћ |

Прва фаза интензивног људског истраживања Месеца завршила се са мисијом Аполо 17. Многа научна питања у вези Месеца била су одговорена током интензивног истраживања које су учиниле мисије Аполо. Ова мисија имала је задатак само продубити досадашња сазнања и опажања.
Летелица Аполо 17 лансирана је успешно из Свемирског центра Џон Ф. Кенеди 7. децембар 1972. Темељни циљ мисије био је узети и истражити узорке стења са узвишења и извршити геолошка истраживања узорака.
Командант Џин Сернан и астронаут Харисон Шмит, који је био професионални геолог, обавили су три шетње по Месецу у укупном трајању од 22 сата и 2 минута. Екипа је осим површинских истраживања и опажања обавила и цео низ орбиталних опажања и снимања. Током једне вожње месечево возило доживело је први судар и оштећења.
Након завршених истраживања месечев модул успешно је узлетео са месечеве површине те се, спојивши се са остатком летелице, упутио према Земљи. Летелица је на Земљу успешно слетела 19. децембра 1972.

## Отказане мисије Програма Аполо
Након мисије Аполо 17, отказане су још три мисије (Аполо 18, Аполо 19 и Аполо 20) због смањења буџета намењеног даљем истраживању Месеца.

## Оспоравања пројекта и теорија завере
У вези са остварењем пројекта Аполо поједини критичари изразили су и сумње да је исти уопште и остварен. Те критике ишле су чак дотле да се почело тврдити да човек никада није слетео на површину јединог земљиног сателита. Разлоге за своје сумње појединци су пронашли на службеним НАСА-иним видео исечцима и сликама са Месеца.